# Pandanus ala-kai
Pandanus ala-kai là một loài thực vật có hoa trong họ Dứa dại. Loài này được Martelli miêu tả khoa học đầu tiên năm 1933.